# Can Matas (Tiana)
Can Matas és una masia de Tiana (Maresme) protegida com a bé cultural d'interès local.

## Descripció
És un edifici civil; es tracta d'una masia tipus basilical, amb un cos central elevat amb una teulada -a la dreta, hi ha una torre de planta quadrada, situada vers la part posterior- amb dos vessants i el carener perpendicular a la façana. Hi destaquen les tres obertures d'arc de mig punt que formen les golfes. Totes les obertures, les llindes i els brancals són de pedra. Criden l'atenció els tres balcons del primer pis. Sobre la façana, un annex situat a la part esquerra trenca, una mica, l'estructura de la masia, formant una petita terrassa a l'altura del primer pis.